# Psychologie du conseil
Pour les articles homonymes, voir Psychologie (homonymie).
La psychologie du conseil ou psychologie du conseil et de l'orientation est une branche de la psychologie qui étudie les moyens, les méthodes ainsi que les processus en jeu liés aux choix et aux possibilités de vie dont l'application la plus générale se retrouve au niveau du choix professionnel.
Elle peut utiliser des tests afin de s'appuyer sur des données "objectives" dans le cadre d'un conseil individuel.